# ChemistryViews
ChemistryViews ist eine frei zugängliche Onlinezeitschrift für Chemiker und andere Naturwissenschaftler. Sie wird bereitgestellt von Chemistry Europe, einer Organisation aus 16 europäischen chemischen Gesellschaften.
ChemistryViews.org veröffentlicht täglich kurze Newsmeldungen zu Aktuellem aus der Forschung sowie der chemischen Industrie, Interviews, und andere Artikel von führenden Wissenschaften. Außerdem gibt es Informationen zu Preisen, die zur Nominierung offenstehen, und einen umfassenden Veranstaltungskalender.
Die monatliche Comic-Serie „Wonderlab“ mit Sophie, Jin-Jo, Richpunzel etc. zeigt in humorvoller Weise die Höhen und Tiefen des Laboralltags. Ein Education-Bereich bietet einfache Erklärungen zu chemischen Sachverhalten, Tipps, wie man gute wissenschaftliche Artikel schreibt, Tipps & Tricks für das Labor, Karriere-Interviews und vieles mehr. Des Weiteren sind Webinare und Videos zu verschiedenen Themen der Chemie zu finden.
Der Online-Service wurde am 21. Mai 2010 auf dem Frontiers of Chemistry Symposium in der Maison de la Chimie in Paris gestartet.